# Quadrangle d'Elysium

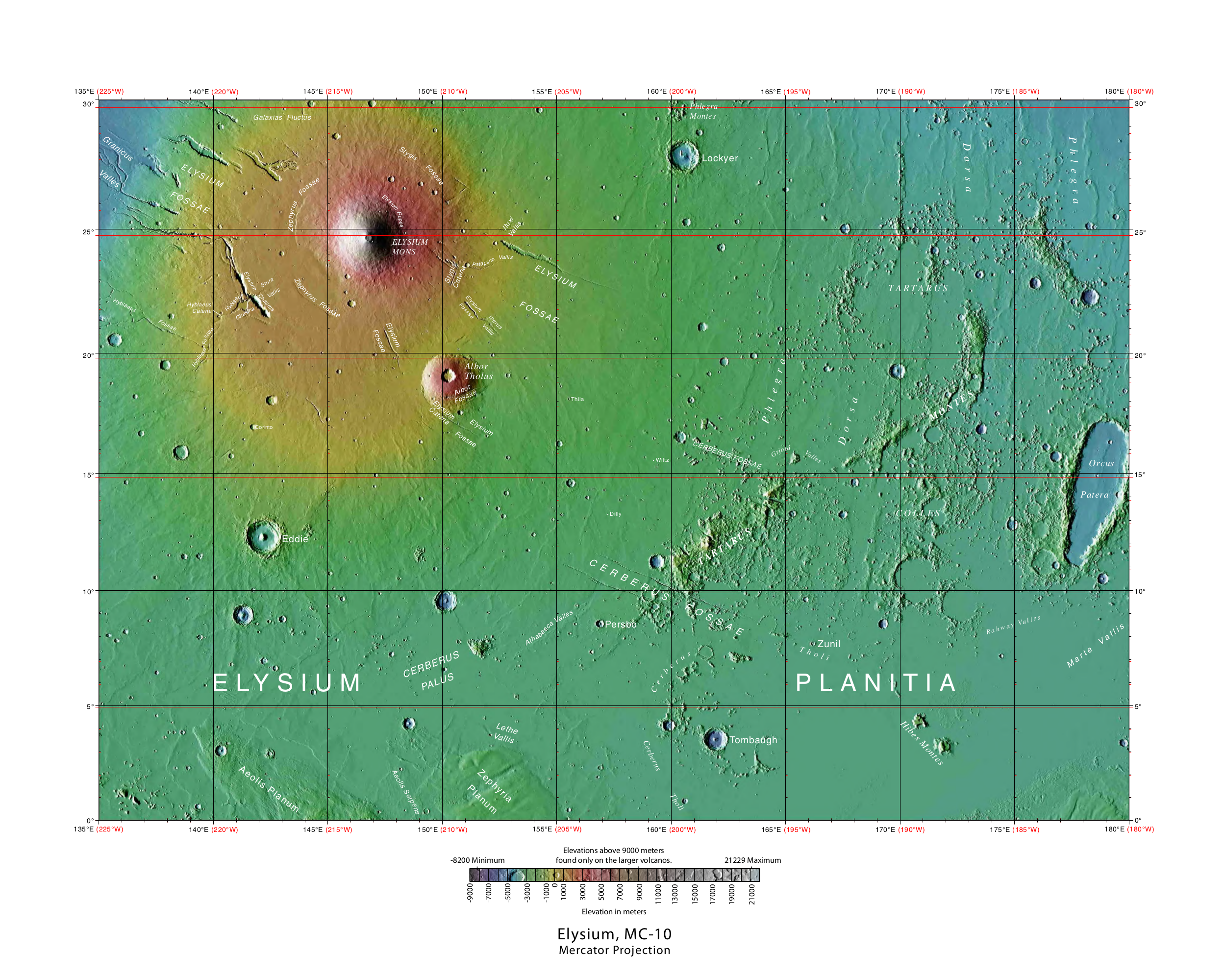
Quadrangle d'Elysium

Dans le cadre de la géographie de la planète Mars, le quadrangle d'Elysium — également identifié par le code USGS MC-15 — désigne une région martienne définie par des latitudes comprises entre 0° et 30° N et des longitudes comprises entre 135° et 180° E. 